# Salto en esquí en los Juegos Olímpicos de Chamonix 1924
La competición de salto en esquí en los Juegos Olímpicos de Chamonix 1924 se realizó en el Trampolín Olímpico de Mont de Chamonix el 4 de febrero de 1924.

## Medallistas
| Evento                                     | Oro                                       | Plata                              | Bronce                                      |
| ------------------------------------------ | ----------------------------------------- | ---------------------------------- | ------------------------------------------- |
| Trampolín grande individual (4 de febrero) | Jacob Tullin Thams · Noruega · 18,96 pts. | Narve Bonna · Noruega · 18,68 pts. | Anders Haugen · Estados Unidos · 17,91 pts. |

## Medallero
| Núm. | País           | Oro | Plata | Bronce | Total |
| ---- | -------------- | --- | ----- | ------ | ----- |
| 1    | Noruega        | 1   | 1     | 0      | 2     |
| 2    | Estados Unidos | 0   | 0     | 1      | 1     |
|      | TOTAL          | 1   | 1     | 1      | 3     |